# Ciemnice
Ciemnice (Duits: Thiemendorf) is een plaats in het Poolse district  Krośnieński (Lubusz), woiwodschap Lubusz. De plaats maakt deel uit van de gemeente Dąbie en telt 476 inwoners.